# Billy Munro
Pour les articles homonymes, voir Munro (homonymie).
Billy Munro est un musicien, animateur et compositeur québécois. Il est né en mars 1894 à la Grenade, dans les Antilles et est décédé à Montréal (Canada) le 16 octobre 1969.      

## Biographie
Après avoir résidé et étudié le piano à Londres (à la Royal Academy of Music), il immigre aux États-Unis vers 1910 et devient pianiste pour films muets dans quelques villes américaines. Il s'installe à Montréal en 1913.
Il séjourne à New York de 1918 à 1920 où il fait partie du célèbre orchestre de danse de Teddy Lewis; il compose avec ce groupe de nombreuses chansons, notamment When My Baby Smiles at Me. Cette chanson connaîtra un grand succès aux États-Unis et sera intégrée aux films Hold That Ghost (1941) et Behind the Eight Ball (1942).
De 1925 à 1929, Billy Munro jouera avec les Melody Kings à l'hôtel Ritz-Carlton de Montréal. Il forme ensuite son propre orchestre de danse et inaugure, en 1930,  le Cabaret Frolics à Montréal. Son orchestre effectue de longs séjours dans divers cabarets montréalais, entre autres Chez Maurice, le Lido et le Gatineau Country Club. Devenu pigiste en 1941, Billy Munro anime sa propre émission radiophonique à CKAC en 1944 et devient directeur musical de la station de radio CKVL en 1946. Son émission Les découvertes de Billy Munro, enregistrée du Théâtre Bijou à Montréal, sera durant une douzaine d'années une des émissions les plus populaires de la radio francophone. 
De 1947 à 1950, il occupe le poste de directeur musical de l'émission Le fantôme au clavier (CKVL) animée par Jacques Normand et Gilles Pellerin. La collaboration entre les deux artistes se poursuivra durant une quinzaine d'années, d'abord au cabaret Au Faisan Doré (1948-1950), puis dans la plupart des spectacles que donnera Jacques Normand dans les cabarets jusqu'au milieu des années 1960.

## Sources
Le Gramophone virtuel